# Botcsinálta ügynök
A Botcsinálta ügynök (eredeti cím: Company Man) 2000-ben bemutatott amerikai–brit–francia filmvígjáték, melyet Douglas McGrath forgatókönyvéből McGrath és Peter Askin rendezett. A főbb szerepekben McGrath, Sigourney Weaver, John Turturro, Ryan Phillippe, Alan Cumming, Anthony LaPaglia, Woody Allen és Denis Leary látható.

## Cselekmény
Az 1950-es évek végén a Connecticutben élő Alan Quimp angol nyelvet tanít egy iskolában. Követelődző felesége, Daisy Quimp azt szeretné, ha Alan több pénzt vinne haza és ennek folyamatosan hangot is ad. Hogy elkerülje az állandó piszkálódásokat Daisy és annak családja részéről, Alan azt hazudja, titokban a CIA ügynöke. Daisy ezt mindenkinek büszkén szétkürtöli, a hazugságról pedig a CIA is értesül. Alan véletlenül segít egy vendégségbe érkező szovjet táncosnak, Rudolf Petrovnak a disszidálásban, az ügynökség ezért felveszi a tanárt a soraiba, így a saját sikerüknek tüntethetik fel az akciót.
Alan titkosügynökként nemsokára a forrongó Kubában találja magát. 

## Szereplők
- Alan Cumming – Batista tábornok
- Anthony LaPaglia – Fidel Castro
- Denis Leary – Fry tiszt
- Douglas McGrath – Alan Quimp
- John Turturro – Crocker Johnson
- Sigourney Weaver – Daisy Quimp
- Ryan Phillippe – Rudolf Petrov
- Jeffrey Jones – Biggs szenátor
- Paul Guilfoyle – Hickle tiszt
- Heather Matarazzo – Nora
- Meredith Patterson – Marilyn Monroe
- Tuck Milligan – John F. Kennedy
- Woody Allen – Lowther (stáblistán nem szerepel)
- Jason Antoon – krupié (stáblistán nem szerepel)
- Bill Murray (törölt cameo)

## Fogadtatás
A 16 millió dollárból készült film Észak-Amerikában mindössze 146 193 dolláros bevételt termelt.
Kritikai fogadtatása is negatív volt. A Rotten Tomatoes weboldalon 63 kritika alapján 14%-on értékelésen áll. Az oldal szöveges összefoglalója szerint „lapos és alapjaiban elhibázott film nagy sztárokkal”.
A Variety kritikusa egy „következetesen buta, alkalmanként vicces, de leginkább erőltetett” műként jellemezte.

## Fordítás
- Ez a szócikk részben vagy egészben  a   Company Man (film) című angol Wikipédia-szócikk ezen változatának fordításán alapul.  Az eredeti cikk szerkesztőit annak laptörténete sorolja fel. Ez a jelzés csupán a megfogalmazás eredetét és a szerzői jogokat jelzi, nem szolgál a cikkben szereplő információk forrásmegjelöléseként.